# Kościeniewicze (Lublin)
Kościeniewicze [pronunciación en polaco: /kɔɕt͡ɕɛɲɛˈvʲitʂɛ/] es un pueblo ubicado en el distrito administrativo de Gmina Piszczac, dentro del Distrito de Biała Podlaska, Voivodato de Lublin, en Polonia oriental. Se encuentra aproximadamente a 5 kilómetros al oeste de Piszczac, a 16 kilómetros al sureste de Białun Podlaska, y a 95 kilómetros al noreste de la capital regional Lublin.